# LA CADUTA DEGLI DEI
LA CADUTA DEGLI DEI（ラ カドゥータ デグリ デイ）は、1983年7月に発売されたTHE WILLARDの1st EP。タイトルはイタリア語で直訳は「神々の没落」、映画『地獄に堕ちた勇者ども』の原題（英訳は"The Damned"）である。ダムドのアルバム"Damned, Damned, Damned"の邦題『地獄に堕ちた野郎ども』がこの映画邦題のもじりであることを意識したものであろう。

## 概要
ザ・スターリンの遠藤ミチロウ責任編集のソノシート雑誌『ING,O!』(当局出版)創刊号のソノシートとして出された。The Willardの初音源。メンバーは、JUN JET(v.)、KLAN(g.)、KYOYA(d.)。「キャプテン・カジノ」としてCASINO(b.)へ向けられた献辞がある。プロデュースはJUNと遠藤ミチロウ。キャプテンレコードからリリースの初アルバムが完成した1985年10月1日、日本青年館でのライブにて再配布される。1989年、東芝EMIからリリースされたメンバー自身による選曲のベストアルバム『GONE WITH THE WIND』にこの1stEPから「3 YEARS」「SEARCH LIGHT」が収録された。

## 収録曲
1. 3 YEARS
2. サーチライト
3. D-DAY OR LOST-DAY